# Hjemmeværnet
Die Hjemmeværnet (deutsch Dänische Heimwehr) ist eine Teilstreitkraft der Dänischen Streitkräfte, die überwiegend aus freiwilligen Reservisten besteht.

## Geschichte
Die Hjemmeværnet entstand 1949 überwiegend aus Mitgliedern der dänischen Widerstandsbewegung unter dem Eindruck der Besetzung Dänemarks im Zweiten Weltkrieg. Das Lottekorpset (unbewaffnete Frauenarmeekorps) wurde 1989 mit der bis dahin nur von Männern unterhaltenen Hjemmeværnet vereinigt.

## Aufgaben und Struktur
Die Hjemmeværnet dient der Verstärkung und Unterstützung des Heeres, der Marine und der Luftstreitkräfte in der Erfüllung ihrer militärischen Aufgaben. Ihre vorgesehenen Aufgaben sind in der Hauptsache:
- Überwachen und Melden
- Bewachungs-, Sicherungs- und Schutzdienste
- Begrenzte Kampfaufgaben

Die Hjemmeværnet umfasst folgende Einheiten
- Heeresheimwehr (Hærhjemmeværnet)
- Marineheimwehr (Marinehjemmeværnet), übernimmt auch die Aufgabe als Küstenwache
- Fliegerheimwehr (Flyverhjemmeværnet)
- Betriebsheimwehr (Virksomhedshjemmeværnet)

Sie ist direkt dem Verteidigungsministerium unterstellt und untersteht nur im Krisen- und Verteidigungsfall direkt dem militärischen Kommando.
Aktuell umfasst die Hjemmeværnet:
- 13.400 Aktive[1]
- 650 Militärangestellte
- 30.557 Reservisten

Bestandteil der Heeresheimwehr ist die Fernaufklärungseinheit Hjemmeværnets Særlig Støtte og Rekognosceringskompagni.
Zu den bekannten dänischen Persönlichkeiten, die die Grundausbildung der Hjemmeværnet durchliefen, gehört u. a. die damalige Kronprinzessin Mary zu Dänemark.